# Loch Insh
Le loch Insh est un loch dans la région de Highlands, en Écosse.
Il est situé au cœur de la région de Badenoch et Strathspey, à 11 km au sud de Aviemore et à 11 km au nord de Kingussie. Le loch est un emplacement pour la voile et le Canoë-kayak. Au sud-est du lac se trouve un centre de sports nautiques. Ses eaux sont poissonneuses. Le centre de sports nautiques s’appelle « loch insh outdoor center » et est agrémenté par plusieurs chalets et un petit hôtel nommé "Insh Hall".